# Вивиан, Янг
Мититаигимимене Янг Вивиан (англ. Mititaigimimene Young Vivian; род. 12 ноября 1935) — премьер Ниуэ (12 декабря 1992 — 9 марта 1993 и 1 мая 2002 — 19 июня 2008).

## Биография
Представляя Народную партию Ниуэ, он на выборах 2002 года нанёс поражение премьер-министру страны Сани Лакатани. Вивиан ранее также был премьером в течение краткого периода с 12 декабря 1992 по 9 марта 1993 год, сразу после смерти Роберта Рекса.
Кроме того, Вивиан работал генеральным секретарём Тихоокеанского сообщества с 1979 до 1982 год. Переизбран в парламент на безальтернативной основе в апреле 2005 года.
Кроме должности премьер-министра, занимал должность министра здравоохранения и туризма страны.
В своей политической карьере, которая охватила более чем 30 лет, Вивиан Янг занимал большинство министерских должностей в правительстве Ниуэ — в основном на протяжении многих лет в качестве члена Кабинета министров в правительствах Роберта Рекса (1974—1992) и Фрэнка Луи (1993—1999).